# Under the Fragmented Sky (album)
Under the Fragmented Sky – szósty album studyjny Lunatic Soul wydany 25 maja 2018 roku. Wydawnictwo jest płytą honorującą 10-lecie istnienia projektu, a także artystycznym pomostem między poprzednia płytą Fractured, a kolejnymi albumami. 
Początkowe zapowiedzi albumu zwiastowały jedynie suplement do poprzedniej płyty Fractured ale Mariusz Duda ostatecznie zdecydował się wydać pełnowymiarowy album składający się z 8 utworów.
Zapowiadając płytę Mariusz Duda stwierdził, że "Fractured nie jest pełnym obrazem najnowszych nagrań Lunatic Soul. Te bardziej klasyczne kompozycje czekały na swój moment, który właśnie nadszedł. Under the Fragmented Sky będzie zarówno uzupełnieniem Fractured, jak i artystycznie niezależnym wydawnictwem o własnym charakterze i tożsamości".
Album jest w większości instrumentalny. Tylko dwa utwory, tytułowy oraz Untamed, są tradycyjnymi piosenkami ze słowami. W pozostałych kompozycjach można usłyszeć wokalizy.
Krytycy zwracali uwagę na to, że o ile poprzedni album Fractured odznaczał się przestrzenią brzmieniową i bardziej obszernym instrumentarium, tak Under The Fragmented Sky brzmi bardziej jak epilog tej płyty. Jest znacznie bardziej oszczędny jeśli chodzi o aranżacje czy użyte instrumenty. Na płycie słuchać głównie głównie gitarę akustyczną, fortepian i sporo elektronicznych pasaży, natomiast całość jest bardzo kameralna.
Recenzje płyty podkreślały przystępność zawartego na niej materiału. "Echa tragicznych wydarzeń w postaci śmierci ojca Mariusza Dudy oraz kolegi z zespołu, Piotra Grudzińskiego, na Fractured były wyczuwalne momentalnie. Tu mamy poczucie powolnego wychodzenia z traumy". 

## Lista utworów[6]
Słowa i muzykę do wszystkich utworów napisał Mariusz Duda.
1. „He Av En” - 4:03
2. „Trials” - 5:34
3. „Sorrow” - 1:29
4. „Under The Fragmented Sky” - 5:01
5. „Shadows” - 4:30
6. „Rinsing The Night” - 4:55
7. „The Art Of Repairing” - 7:54
8. „Untamed” - 3:23